# نفت سارا
نفت سارا (به انگلیسی: Sarah's Oil) یک فیلم زندگی‌نامه‌ای و درام آمریکایی براساس زندگی دختر ثروتمند سیاه‌پوست سارا رکتور به کارگردانی، تهیه کنندگی و نویسندگی سیروس نورسته است. این بر اساس کتاب سال ۲۰۱۴ در جستجوی سارا رکتور: ثروتمندترین دختر سیاه‌پوست در آمریکا نوشته تونیا بولدن است. زکری لی‌وای، نایا دزیر جانسون، سنیکا مارتین-گرین، گرت دیلاهانت، بریجت ریگان، کنریک گرین، آدیان کوپس، استلیو ساوانت و مل رودریگز در این فیلم بازی می‌کنند.
در حال حاضر قرار است این فیلم در ۲۵ دسامبر ۲۰۲۵ در ایالات متحده منتشر شود.

## ساخت
در ژوئیه ۲۰۲۴، فیلمبرداری در اکلاهما در جریان بود که توسط سیروس نورسته و بتسی گیفن نورسته (همسر سیروس) کارگردانی، تهیه‌کنندگی و نویسندگی مشترک آن انجام شد. در ماه اوت، فیلمبرداری به پایان رسید.